# 안시쌍성
안시쌍성(visual binaries)은 두 별 사이 거리가 멀리 떨어져 있어서 망원경으로 두 별을 이중성 형태로 분리해서 관찰할 수 있는 경우를 가리킨다. 안시쌍성을 발견하는 데 있어 중요한 것은 망원경의 각분해능이며, 망원경들이 점차 커지고 더욱 성능이 우수해지면서 많은 안시쌍성들이 계속 발견되고 있다. 두 별의 밝기 역시 중요한 요인인데 한쪽 별이 밝을수록 눈부심 때문에 다른 쪽 별과 분리하여 인식하기가 쉽지 않게 된다.

## 구성원
안시쌍성 둘 중 밝은 쪽을 주성이라고 하며 어두운 쪽을 반성이라고 한다.

## 관측
주성에 대한 반성의 위치각을 잴 때 두 별 사이의 각거리와 관측 시간을 함께 남긴다. 자료가 충분히 누적되면 이들을 주성을 중심에 놓은 상태로 극좌표계 형태로 표시한다. 케플러의 행성 운동 법칙에 위배되지 않도록 자료들을 이어서 타원을 그린다. 이 타원을 겉보기 타원이라고 하는데, 지상에서 볼 때 주성을 중심으로 반성이 공전하는 궤도를 보여주는 것이다. 겉보기 타원을 통해 공전 궤도요소를 전부 구할 수 있다. 예를 들면 두 별 사이의 각거리와 시차를 통해 두 별이 실제로 얼마큼 떨어져 있는지를 알 수 있게 된다.
이들 두 별을 성능이 좋은 망원경(경우에 따라 간섭계를 이용할 수 도 있다)을 통해 분리하여 관측할 수 있을 경우, 이들을 안시쌍성으로 부른다. 망원경의 성능이 향상되면서 안시 쌍성이 많이 발견되었다. 1780년 허셜은 쌍성으로 추측되는 700개의 이중성들을 관측했고, 그들의 이격과 방위를 기록했다. 이후 20년에 이르는 관측 기간 동안 이들 중 약 50개에 이르는 이중성들의 방위가 변화한 것을 찾아냈다.